# Gemeine Zierwanze

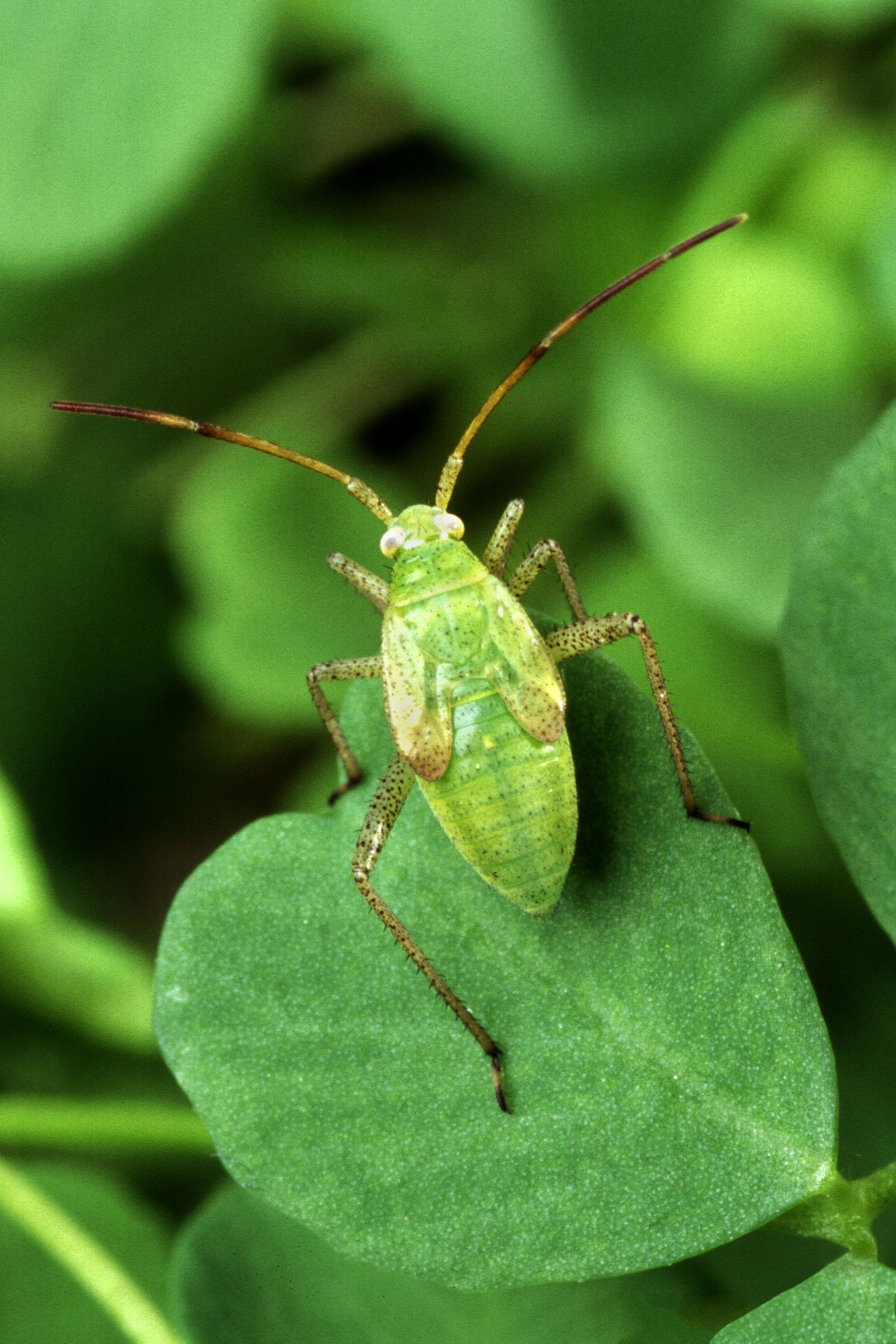
Nymphe im letzten Stadium

Die Gemeine Zierwanze (Adelphocoris lineolatus), auch Luzernen-Zierwanze genannt, ist eine Wanzenart aus der Familie der Weichwanzen (Miridae).

## Merkmale
Die Wanzen werden 7,5 bis 9,4 Millimeter lang. Man kann die Art von den nicht selten ähnlich blass grünlich gefärbten anderen Weichwanzenarten durch ihre Größe und den ziemlich langgestreckten Körperbau unterscheiden. Die Sporne an den Schienen (Tibien) der Hinterbeine sind gleich lang oder länger als die Breite der Schienen. Charakteristisch für die Art ist außerdem der auffällig blasse Cuneus der Hemielytren und die dunklen Linien entlang von Innenrand der Hemielytren.

## Vorkommen und Lebensraum
Die Art ist in ganz Europa und Nordafrika sowie östlich über Sibirien, Zentralasien und China bis nach Japan verbreitet. Sie kommt auch im nördlichen Indien vor und wurde durch den Menschen in Nordamerika eingeschleppt. Sie ist in Mitteleuropa weit verbreitet und häufig.
Besiedelt werden sonnige, trocken-warme bis leicht feuchte, selten auch feuchte offene Lebensräume.

## Lebensweise
Die Wanzen ernähren sich von verschiedenen Hülsenfrüchtlern, wie Schneckenklee (Medicago), Klee (Trifolium), Hauhecheln (Ononis), Platterbsen (Lathyrus) und Tragant (Astragalus), man findet sie seltener aber auch an Korbblütlern (Asteraceae) und Doldenblütlern (Apiaceae). Die Imagines saugen bevorzugt an den unreifen Reproduktionsorganen ihrer Wirtspflanzen.

## Belege